# Presidenti di Gibuti
I presidenti della Repubblica di Gibuti dal 1977 (data di indipendenza della Somalia francese dalla Francia) ad oggi sono i seguenti.

## Elenco
| Presidente | Presidente | Presidente            | Partito                                  | Elezione                     | Mandato        | Mandato       |
| Presidente | Presidente | Presidente            | Partito                                  | Elezione                     | Inizio         | Fine          |
| ---------- | ---------- | --------------------- | ---------------------------------------- | ---------------------------- | -------------- | ------------- |
| 1          |            | Hassan Gouled Aptidon | Raggruppamento Popolare per il Progresso | 1981, 1987, 1993             | 27 giugno 1977 | 8 maggio 1999 |
| 2          |            | Ismail Omar Guelleh   | Raggruppamento Popolare per il Progresso | 1999, 2005, 2011, 2016, 2021 | 8 maggio 1999  | in carica     |